# Marek Sokołowski (guitariste)
Répertoire
Giulio Regondi
Marek Konrad Sokolowski (ou Marckus Danilowitsch Sokolowski) est un guitariste et compositeur polonais, né le 25 avril 1818 près de Jytomyr (Żytomierzu), décédé le 25 décembre 1883 à Vilnius. 

## Biographie
Marek Sokołowski était un guitariste virtuose. Il est né dans une famille d’agriculteurs et était autodidacte. Ses parents étaient Daniel Sokołowski et Józefa Pierhowska. En 1859 il a donné des concerts à Vilnius. En 1864 il s'est produit en Grande-Bretagne et a rencontré le virtuose italien Giulio Regondi qui lui aurait confié la partition manuscrite de ses Dix études.
En 1877 il s'installe à Vilnius. Il est enterré à côté de son ami, le poète Vladislav Syrokomla. 
Il s'est également produit en concert à Saint-Pétersbourg, Moscou, Paris, Londres, en Belgique, aux Pays-Bas et en Allemagne.
Marek Sokołowski avait la nationalité russe du fait que la Pologne n’était pas un état indépendant durant cette période. 
Un concours national de guitare à Lublin porte son nom (Marek Sokołowski Guitar Competition).
Marek Sokołowski fait partie des plus grands virtuoses de la guitare en Pologne au XIXe siècle avec Felix Horetzky (Feliks Horecki en polonais), Stanislaw Szczepanowski, et Jan Nepomucen Bobrowicz (ou Bobrowitz).
À l'automne de 2010 a pris fin le travail de la rénovation du monument funéraire de Marek Sokolowski, parrainé par le célèbre artiste Ryszard Rynkowski.

## Œuvres
Marek Sokołowski a composé de nombreuses chansons, des polonaises, des fantaisies sur des airs d'opéra, et des chants patriotiques.